# Vuelta a España 1982
Die 37. Vuelta a España wurde in 22 Abschnitten und 3456 Kilometern vom 20. April bis zum 9. Mai 1982 ausgetragen.
Gesamtsieger wurde der Spanier Marino Lejarreta, nachdem der vermeintliche Sieger, Ángel Arroyo,  nach Ende der Vuelta a España positiv auf Methylphenidat (Ritalin) getestet und mit einer Zehn-Minuten-Strafe belegt wurde. Mit ihm wurden auch Vicente Belda und Pedro Muñoz wegen Dopings sanktioniert. Dadurch diese Zeitstrafe rutschte Arroyo auf Platz 13.
Die Bergwertung gewann José Luis Laguía, die  Punktewertung gewann Stefan Mutter. Benny Schepmans siegte in der Meta Volantes-Wertung, Marc Van Geel in der Sprint Especiales-Wertung und das Team Kelme in der Mannschaftswertung.

## Etappen
| Etappe | von                     | nach                    | km        | Gewinner                 | Maillot amarillo   |
| ------ | ----------------------- | ----------------------- | --------- | ------------------------ | ------------------ |
| Prolog | Santiago de Compostela  | Santiago de Compostela  | 6,7 (EZF) | Marc Gomez               | Marc Gomez         |
| 1A     | Santiago de Compostela  | A Coruña                | 97        | Eddy Planckaert          | Marc Gomez         |
| 1B     | A Coruña                | Lugo                    | 97        | Eddy Planckaert          | Marc Gomez         |
| 2      | Lugo                    | Gijón                   | 240       | Eddy Planckaert          | Marc Gomez         |
| 3      | Gijón                   | Santander               | 208       | Eddy Planckaert          | Marc Gomez         |
| 4      | Santander               | Reinosa                 | 196       | Antonio Coll             | Claude Criquielion |
| 5      | Reinosa                 | Logroño                 | 230       | Ángel Camarillo          | Claude Criquielion |
| 6      | Logroño                 | Saragossa               | 190       | José Luis Laguía         | Claude Criquielion |
| 7      | Saragossa               | Sabiñánigo              | 146       | Enrique Martínez-Heredia | Claude Criquielion |
| 8      | Sabiñánigo              | Lleida                  | 216       | Jesús Hernández Úbeda    | Claude Criquielion |
| 9      | Artesa de Segre         | Puigcerdà               | 182       | José Luis Laguía         | Claude Criquielion |
| 10     | Puigcerdà               | Sant Quirze del Vallès  | 181       | Sven-Åke Nilsson         | Ángel Arroyo       |
| 11     | Sant Quirze del Vallès  | Barcelona               | 143       | José Luis Laguía         | Ángel Arroyo       |
| 12     | Salou                   | Nules                   | 200       | Eddy Planckaert          | Ángel Arroyo       |
| 13     | Nules                   | Antella                 | 195       | José Recio               | Ángel Arroyo       |
| 14     | Antella                 | Albacete                | 153       | Dominique Arnaud         | Ángel Arroyo       |
| 15A    | Albacete                | Tomelloso               | 119       | Eddy Vanhaerens          | Ángel Arroyo       |
| 15B    | Tomelloso               | Campo de Criptana       | 35 (EZF)  | Ángel Arroyo             | Ángel Arroyo       |
| 16     | Campo de Criptana       | San Fernando de Henares | 176       | Willy Sprangers          | Ángel Arroyo       |
| 17     | San Fernando de Henares | Navacerrada             | 178       | Marino Lejarreta         | Marino Lejarreta   |
| 18     | Palazuelos de Eresma    | Palazuelos de Eresma    | 184       | Juan Fernández Martín    | Marino Lejarreta   |
| 19     | Madrid                  | Madrid                  | 84        | Eddy Vanhaerens          | Marino Lejarreta   |

## Endstände
| Sieger                     | Marino Lejarreta          | 95:47:23 h  |
| Zweiter                    | Michel Pollentier         | + 0:18 min  |
| Dritter                    | Sven-Åke Nilsson          | + 1:17 min  |
| Vierter                    | Faustino Rupérez          | + 2:14 min  |
| Fünfter                    | José Luis Laguía          | + 2:37 min  |
| Sechster                   | Pierre Raymond Villemiane | + 2:43 min  |
| Siebter                    | Stefan Mutter             | + 4:18 min  |
| Achter                     | Jaime Vilamajó            | + 4:19 min  |
| Neunter                    | Marc Durant               | + 5:10 min  |
| Zehnter                    | Álvaro Pino               | + 5:53 min  |
| Punktewertung              | Stefan Mutter             | 172 P.      |
| Zweiter                    | José Luis Laguía          | 133 P.      |
| Dritter                    | Eddy Vanhaerens           | 128 P.      |
| Bergwertung                | José Luis Laguía          | 90 P.       |
| Zweiter                    | Juan Fernández Martín     | 60 P.       |
| Dritter                    | José Recio                | 53 P.       |
| Meta Volantes-Wertung      | Benny Schepmans           | 34 P.       |
| Sprints Especiales-Wertung | Marc Van Geel             |             |
| Teamwertung                | Kelme                     | 287:14:05 h |